# Charybdis japonica
El cangrejo paleta asiático o jaiba japonesa (Charybdis japonica) es una especie de crustáceo decápodo de la familia Portunidae endémico de Asia Oriental y el Sudeste Asiático.

## Descripción
La longitud del caparazón del macho es de hasta 62 mm, el ancho es de hasta 89 mm (en las hembras hasta 96 mm). El caparazón, transversalmente de forma ovalada con una superficie convexa, tiene varias crestas cortas orientadas transversalmente en el medio. El margen frontal del caparazón tiene seis dentículos triangulares (excluyendo el dentículo orbital interno). El borde anterolateral del caparazón también tiene seis dientes afilados. Las quelas son fuertes. El margen anterior del cuarto segmento tiene tres poderosos dientes afilados. El borde superior de la palma tiene dos pares de dientes y un diente en la parte proximal. En los machos, los dedos de las quelas son largos con extremos curvos que se cruzan cuando están cerrados, mientras que en las hembras son mucho más cortos y gruesos. Las patas para caminar son cortas, sus primeros tres pares son de la misma estructura: los segmentos sexto y séptimo están aplanados, cubiertos de pelos a lo largo de los bordes. El séptimo segmento tiene el aspecto de una placa ovalada con bordes pubescentes y una vena central engrosada que sobresale del borde de la placa en forma de espiga.

## Distribución y hábitat

### Distribución
Habita en los mares de China Oriental, el Mar Amarillo y Japón desde Hong Kong hasta el Golfo de Pedro el Grande, frente a la costa de Japón desde las islas de Okinawa y Kyushu hasta el oeste de la Bahía de Sagami. La especie también se ha observado cerca de Hawái. El Golfo de Pedro el Grande (Mar del Japón) es el límite norte de la gama y el único lugar donde se ha encontrado la especie en los mares de Rusia.

### Hábitat
Vive en suelos arenosos, limosos y rocosos, generalmente entre matorrales de algas. Vive a una profundidad de 2-25 m. El desove, aparentemente, ocurre a mediados del verano.

## Especie invasora
En Nueva Zelanda fue introducido como una especie invasora.
También se ha registrado en el Mar Adriático, donde es raro.

## Como alimento
Es recolectado en Japón para el consumo humano.